# Средна околоземна орбита
Средна околоземна орбита е орбитата на изкуствени спътници на Земята, със средна голяма полуос от около 20 000 км. Средната орбита е по-ниска от геостаницонарната (която е с радиус 35 768 км) и по-висока от ниската околоземна орбита..
Най-честото приложение на спътници на такава орбита са системите за позициониране, като Глобалната система за позициониране (20 200 км), ГЛОНАСС (19 100 км) и Галилео (23 222 км). Комуникационните спътници, обслужващи ширините отвъд полярните кръгове също се поставят на средни орбити.
Орбиталните периоди за различни средни орбити (от 2000 до 30 000 км) са между 2 и 12 часа.